# 大江川 (名古屋市)
大江川（おおえがわ）は、愛知県名古屋市を流れる普通河川。本項では上流に相当する中井用水（なかいようすい）についても解説する。

## 概要
江戸時代の新田開発と明治末期にかけての埋め立てによる名古屋港整備で形成された人工の河川である。南区元塩町六丁目付近で中井用水を集めて西に向かい、港区大江町および昭和町境界付近で名古屋港に注ぐ。上流に当たる中井用水は幅員が5 mにも満たない河川であるが、大江川となる元塩町付近から一挙に幅員が60 mから70 mに広がり運河状の河川となる。上流部から名古屋臨海鉄道東港線との交差部分までが普通河川に、名鉄常滑線との交差付近から下流側は港湾地域に指定されている。南区滝春町の住宅地を除き流域のほとんどが工場地帯である。
かつては農業や工場資材の運搬などに活用されていたが、農地の宅地化や水質の悪化などから現在では東部の約1.8 kmを暗渠化して大江川緑地が置かれている。下流部には水辺が残るが、ほとんど利用されていないという。大江川の河床には高度経済成長期に周辺工場から排出された汚染土が堆積していると言われており、有害物質の拡散防止のため下流部の南区宝生町から港区大江町までの約10.3 haについても埋め立てが計画されている。

### 中井用水
中井用水は、天白区の下八事下池を水源とし天白区・瑞穂区・南区の丘陵地の水を集めて流下する河川で、大江川の上流にあたる。中川、中江用水などとも呼ばれる。
本地村の七子水田、水袋新田（現・南区）の灌漑用水として造られたと考えられている。上流域ではかつて「八事川」や「中江川」とも呼ばれ、現在の南区赤坪町付近で天白川に合流していた。天白川本流の川底が高くなって排水困難となったため1741年（元文六年）にこの流路は廃川となり、その後は後述する大江川湊に向かう流れとなったようである。舗装や下水道の普及による流量の減少と水質の悪化により1980年（昭和55年）から1990年（平成2年）にかけてほとんどが暗渠化された。
暗渠化された用水路上の一部（7.4km）は「中井用水緑道」として整備されており、国道1号付近から町中を進み、途中で分岐して一方は笠寺公園付近へ、もう一方は天白川と並行しながら瑞穂区井の元町の中根公園へと至る。

## 歴史

### 形成以前
江戸時代初期、大江川の上流に当たる南区付近には「大江川湊」と呼ばれる幅50間ほどの入江があった。文政5年（1822年）に刊行された地誌『尾張徇行記』の愛知郡南野村（現在の名古屋市南区）の項には、この入江が寛文年間（1661年-1672年）に近郷の年貢米を藩の倉へ送ったり鳴海の酒荷を運搬するなど多数の船が出入りする港として使用されていたとの記述がある。『尾張徇行記』によると、入江は「枝江」「大江」「北江」の3つに分かれていたといい、このうち「大江」には船の目標とするために植えられた「鳴尾松」と呼ばれる松が植えられていたため「松江」とも呼ばれていたのだという。この頃はまだ大江川は形成されておらず、前述の中井用水はこの「大江川湊」と呼ばれる海岸に注いでいた。当時の周辺地域一帯は葦の繁茂する沼沢であったと言い伝わる。

### 大江川の利用と伊勢湾台風
周辺の干拓によって新田が形成されたため入江が西に延びていき、現在の大江川が形成された。新田が開発された頃の大江川両岸には田畑が広がっており、大江川が農業用水として利用されていた。かつては船（艀）の航行や船溜場としても重要な役割をはたしており、昭和初期には開削・拡張して大規模な運河にする計画があった。また戦後に貯木場で収容しきれなかった輸入木材（主としてラワン材）は大江川で貯木されていた。1959年（昭和34年）の伊勢湾台風では、高潮が大江川左岸を破堤して侵入したことで、名南橋や名鉄常滑線鉄橋付近で大江川の堤防が1400 mにわたり決壊し大災害をもたらした。これにより多くの死者が出たほか、名鉄常滑線の鉄橋が分断された。伊勢湾台風の影響により、6億2100万円の工費が投じられて大江川の防潮工事が成され、また大江川の埋め立てを求める声が一段と高まった。時代が進むにつれ公共下水道の整備や山崎川・天白川への分流排水が行われるようになったため、大江川の流量は著しく減少した。

### 汚染との闘い

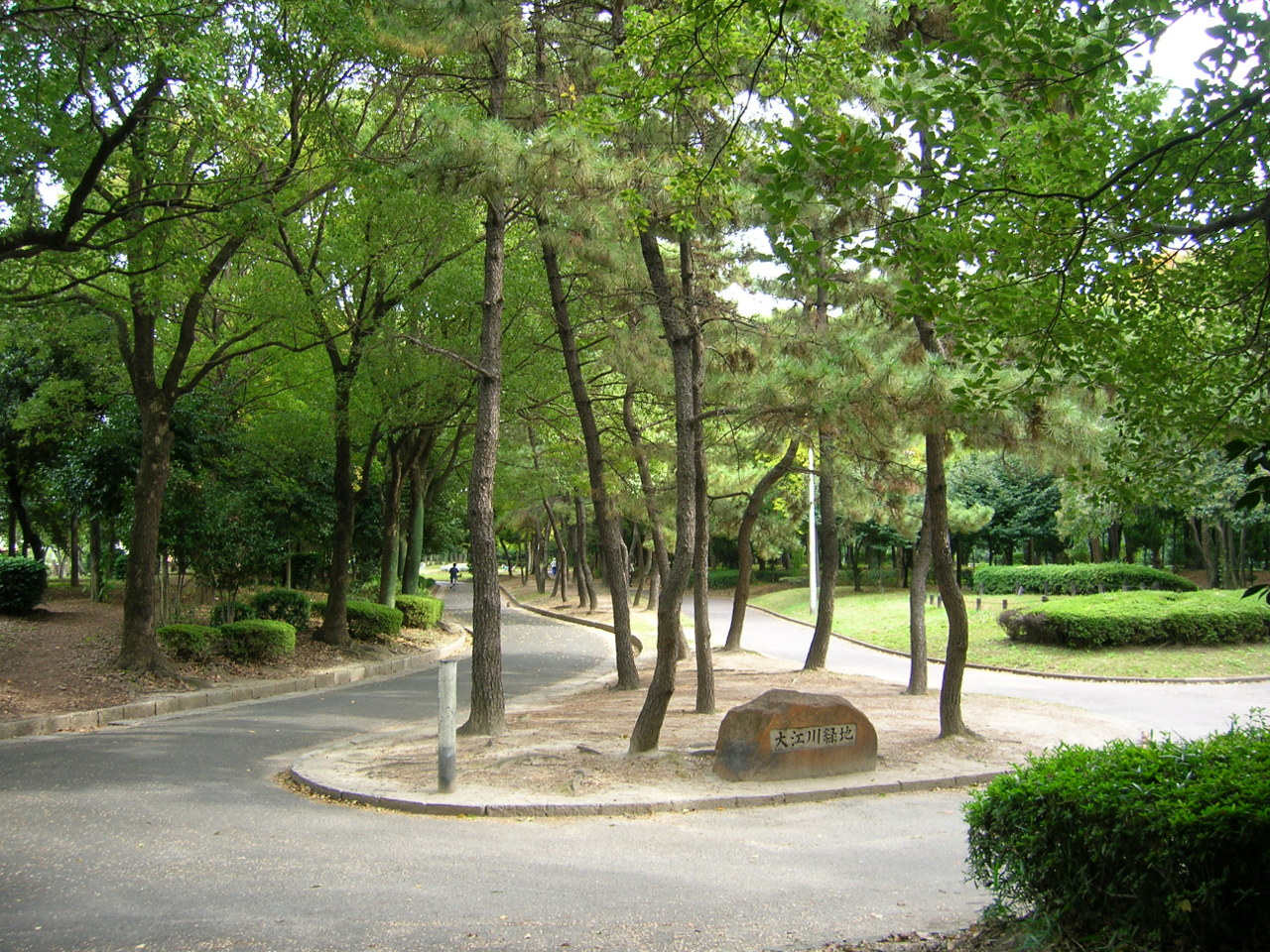
整備された大江川緑地

かつての大江川は水質が良好で地域の人々の遊び場となっていたというが、高度経済成長期になると流域に多くの工場が林立したことで周辺工場から排出された有害物質により大江川の水質は悪化し、1973年（昭和48年）の調査では水銀、鉛、ヒ素、ポリ塩化ビフェニルなどが検出される状況となっていた。これらの対策として名古屋市は「大江川環境整備事業」を1973年（昭和48年）から1978年（昭和53年）にかけて実施し、上流部の全面埋め立てにより「大江川緑地」を整備した。また下流部1820 mについては、1979年（昭和54年）から1986年（昭和61年）にかけて名古屋港管理組合が「大江川下流部公害防止事業」を行い、汚染土の被覆などが行われた。2000年（平成12年）にはダイオキシン類による基準値を20数倍上回る汚染が確認され、汚染の原因となった東レが行政指導を受けている。現在でも埋め立てが行われていない下流部では河床が重金属などで汚染されていると推定されており、大規模な地震が発生した場合に津波や液状化によって汚染土が拡散される可能性があるため、リニア中央新幹線の工事で排出された土砂を利用して下流部を埋め立てる計画がある。

### 年表
- 1959年（昭和34年） - 伊勢湾台風により南区・港区で11ヶ所、延長1400 m余の堤防が決壊[4]。
- 1973年（昭和48年） - 大江川環境整備事業を開始[5]。
- 1975年（昭和50年）3月1日 - 大江川環境整備事業緑地帯造成工事に伴い、南区元塩町地先より大同町地先までの約1.7キロメートルの区間について名古屋市環境事業局による大江川処分場設置[17]。
- 1978年（昭和53年）8月 - 大江川処分場について埋め立てが完了する[17]。
- 1979年（昭和54年）- 大江川緑地の供用開始。同年、大江川下流部公害防止事業を開始[5]。
- 2000年（平成12年） - 東レ名古屋事業所を原因とするダイオキシン類による汚染が確認される[15]。

## 河川施設
大江川には名古屋市上下水道局が管理する3か所の樋門と2か所のポンプ所が設けられている。
- 大江ポンプ所樋門 - 愛知県名古屋市港区本星崎町字南に所在。手動捲揚3門あり。
- 逆止第2号門 - 愛知県名古屋市南区大同町1丁目に所在。自動扉2門あり。
- 船見ポンプ所樋門 - 愛知県名古屋市南区滝春町に所在。手動捲揚3門あり。
- 船見ポンプ所 - 愛知県名古屋市南区滝春町に所在。雨水ポンプ4台あり。合計能力11.3㎥/s。
- 大江ポンプ所 - 愛知県名古屋市港区本星崎町字南に所在。雨水ポンプ7台あり。合計能力29.3㎥/s。

## 生態系
流域のほとんどが工場地帯であり、川岸は人工護岸であるため生態系は極めて貧弱で単調ある。2015年（平成27年）の調査では、河口部でコギシギシやアキノミチヤナギなどの湿地性植物が確認されている。ヨシ原や工場緑地には川鳥などが散見される。

## 大江川を名の由来とする施設など
- 大江川緑地
- 大江駅
- 名古屋市立大江中学校
- 大江町